# Alter Pausmühlenbach
Der Alte Pausmühlenbach ist ein Fließgewässer im Essener Stadtbezirk Borbeck.
Der Alte Pausmühlenbach mündet westlich von Dellwig oberhalb der Einbleckstraße in die Emscher. Er wird derzeit von der Emschergenossenschaft im Zuge des Programms „Neue Wege zum Wasser“ umgebaut und renaturiert.